# Jardim da República

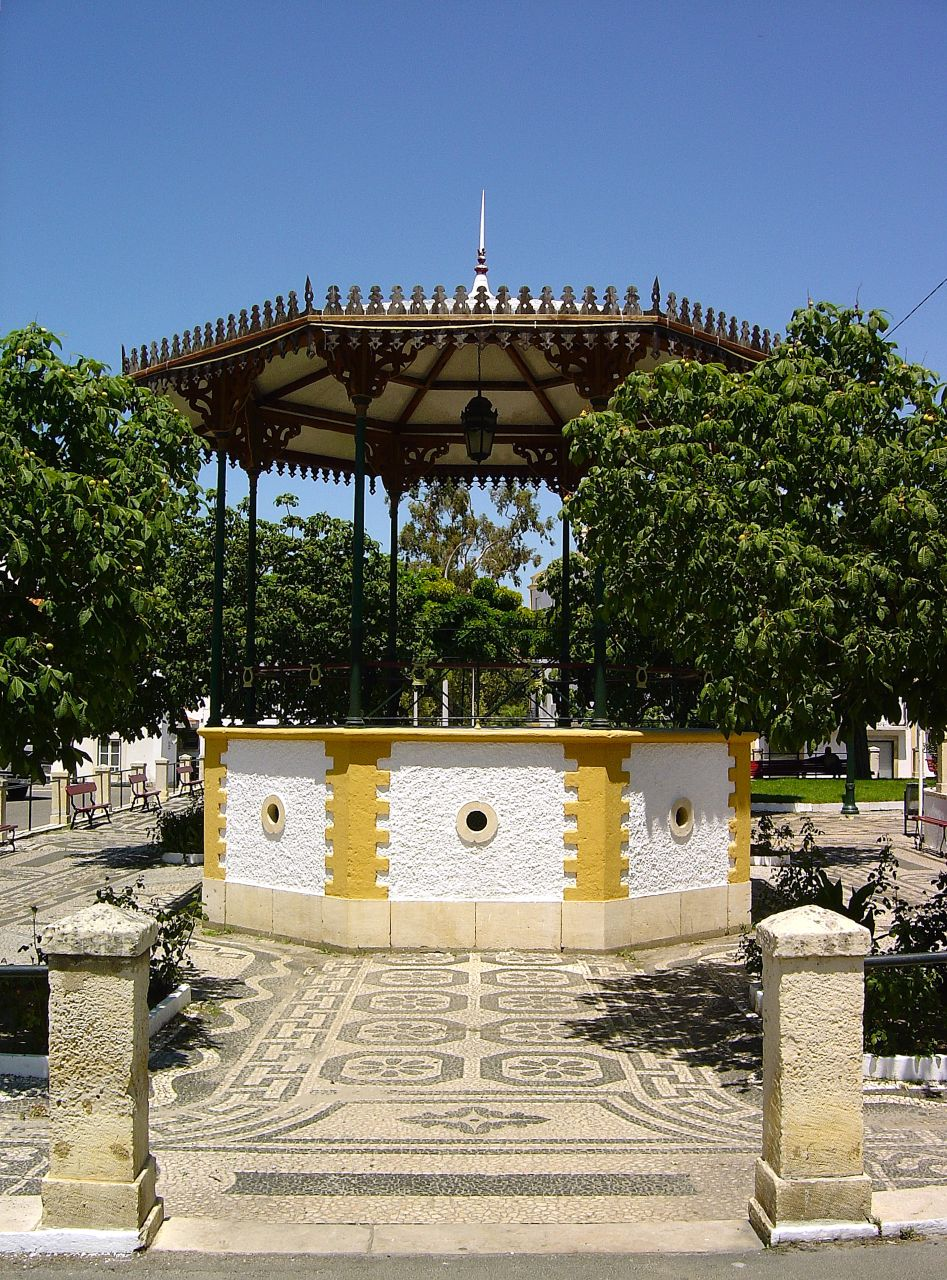

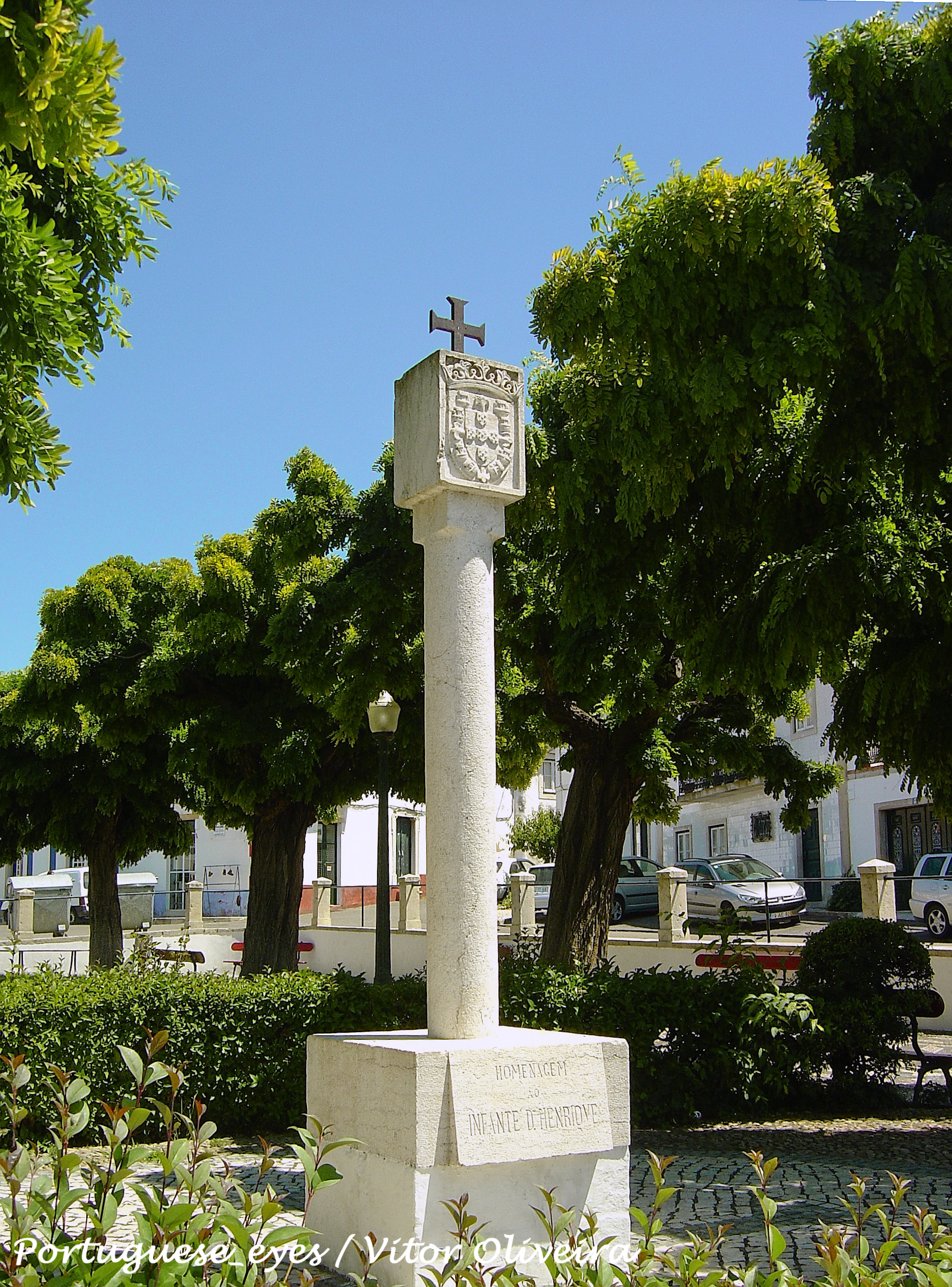

O Jardim da República, conhecido popularmente como Jardim do Coreto, situa-se no Largo João de Deus, em pleno centro da vila da Chamusca. Este largo, que recebeu a actual designação em 30 de Janeiro de 1879 por proposta do vereador João Evangelista de Almeida, era anteriormente conhecido como Largo da Praça ou Largo de Pelourinho, pois era aqui que se erguia o pelourinho da vila. De resto, o prédio no canto sudeste do largo, no qual se encontra actualmente uma farmácia, é a antiga Casa da Câmara, tendo anteriormente feito parte do Paço dos Silvas.
Neste largo, encontra-se um Coreto dos inícios do século XX, pitoresca construção em ferro que acolhe o núcleo de música do Museu Municipal da Chamusca. O espólio deste núcleo acolhe diversos instrumentos e pautas musicais. O jardim inclui ainda um Monumento ao Infante D. Henrique, representando um antigo padrão.